# Kościół poewangelicki w Bralinie
Kościół poewangelicki – dawna świątynia protestancka znajdująca się we wsi Bralin, w powiecie kępińskim, w województwie wielkopolskim.
Jest to świątynia wzniesiona w latach 1866-1867 na miejscu dawnej szkoły ewangelickiej, która z kolei została zbudowana na miejscu ratusza spalonego w czasie pożaru miasta w 1807 roku.
Budowla nawiązuje ukształtowaniem przestrzennym do średniowiecznej architektury sakralnej i została zbudowana z cegły palonej z użyciem zaprawy wapiennej i cementowo-wapiennej, jednoprzestrzenna, na planie prostokąta. Od strony wschodniej do świątyni przylega pięcioboczna absyda, natomiast od strony zachodniej masywna wieża na oko 25 metrów, z kolei z boku, od południowej strony jest umieszczona parterowa zakrystia o wymiarach zewnętrznych ok. 3,50 x 2,80 m. Do wnętrza wchodzi się głównym wejściem przez kruchtę oraz bocznym południowym wejściem od strony pastorówki, przez zakrystię. W zachowanych drewnianych drzwiach głównych znajdują się elementy bogatej dekoracji snycerskiej. Wewnątrz można zobaczyć oryginalną posadzkę ceramiczną. Charakterystycznym elementem kościoła są drewniane empory, czyli balkony ustawione wzdłuż trzech ścian.
Poświęcenie i nadanie imienia św. Jana Ewangelisty odbyło się w dniu 30 grudnia 1867 roku, natomiast od 1 stycznia 1875 roku w mieście działała samodzielna parafia. Ze względu na to, że ewangelicy w Bralinie mówili tylko po polsku i nie ulegli germanizacji, do pierwszych lat XX wieku odbywały się tu osobne nabożeństwa w języku polskim i niemieckim.
Nabożeństwa odbywały się w świątyni do 1975 roku. Następnie kościół stał pusty i stopniowo popadał w ruinę.
Dopiero w dniu 15 marca 1990 roku świątynia została przekazana miejscowej parafii rzymskokatolickiej. Dzięki staraniom ówczesnego proboszcza, księdza prałata Jana Ćwiejkowskiego kościół został zabezpieczony przed dalszym niszczeniem i dewastacją poprzez naprawę dachu i zabezpieczenie okien i drzwi. W dniu 31 marca 2006 roku świątynia została przekazana przez parafię Gminie Bralin w formie darowizny. Do 2009 roku kościół był nieużytkowany, przeprowadzano jednak na bieżąco w nim konieczne prace konserwacyjne i zabezpieczające, głównie w obrębie zadaszenia wieży i nawy świątyni. 
W latach 2009 – 2014 dawny kościół ewangelicki był użytkowany przez Stowarzyszenie Przyjaciół Ziemi Bralińskiej. Świątynia wykorzystywana była wtedy na szeroko rozumianą działalność kulturalną, edukacyjną i promocyjną.